# 小行星列表/167401-167500
| 名稱         | 臨時編號   | 發現日期       | 發現地點   | 發現者                         |
| ------------ | ---------- | -------------- | ---------- | ------------------------------ |
| 小行星167401 | 2003 WS112 | 2003年11月20日 | 索科罗     | 林肯近地小行星研究小组         |
| 小行星167402 | 2003 WB113 | 2003年11月20日 | 索科罗     | 林肯近地小行星研究小组         |
| 小行星167403 | 2003 WK116 | 2003年11月20日 | 索科罗     | 林肯近地小行星研究小组         |
| 小行星167404 | 2003 WL116 | 2003年11月20日 | 索科罗     | 林肯近地小行星研究小组         |
| 小行星167405 | 2003 WP118 | 2003年11月20日 | 索科罗     | 林肯近地小行星研究小组         |
| 小行星167406 | 2003 WU118 | 2003年11月20日 | 索科罗     | 林肯近地小行星研究小组         |
| 小行星167407 | 2003 WH120 | 2003年11月20日 | 索科罗     | 林肯近地小行星研究小组         |
| 小行星167408 | 2003 WH124 | 2003年11月20日 | 索科罗     | 林肯近地小行星研究小组         |
| 小行星167409 | 2003 WO125 | 2003年11月20日 | 索科罗     | 林肯近地小行星研究小组         |
| 小行星167410 | 2003 WB127 | 2003年11月20日 | 索科罗     | 林肯近地小行星研究小组         |
| 小行星167411 | 2003 WW130 | 2003年11月21日 | 帕洛马山   | 近地小行星追踪                 |
| 小行星167412 | 2003 WQ131 | 2003年11月21日 | 帕洛马山   | 近地小行星追踪                 |
| 小行星167413 | 2003 WJ132 | 2003年11月19日 | 基特峰     | 太空监视                       |
| 小行星167414 | 2003 WA134 | 2003年11月21日 | 索科罗     | 林肯近地小行星研究小组         |
| 小行星167415 | 2003 WZ134 | 2003年11月21日 | 索科罗     | 林肯近地小行星研究小组         |
| 小行星167416 | 2003 WY135 | 2003年11月21日 | 索科罗     | 林肯近地小行星研究小组         |
| 小行星167417 | 2003 WP139 | 2003年11月21日 | 索科罗     | 林肯近地小行星研究小组         |
| 小行星167418 | 2003 WF141 | 2003年11月21日 | 索科罗     | 林肯近地小行星研究小组         |
| 小行星167419 | 2003 WP141 | 2003年11月21日 | 索科罗     | 林肯近地小行星研究小组         |
| 小行星167420 | 2003 WT143 | 2003年11月20日 | 索科罗     | 林肯近地小行星研究小组         |
| 小行星167421 | 2003 WV143 | 2003年11月20日 | 索科罗     | 林肯近地小行星研究小组         |
| 小行星167422 | 2003 WS148 | 2003年11月24日 | 帕洛马山   | 近地小行星追踪                 |
| 小行星167423 | 2003 WH149 | 2003年11月24日 | 帕洛马山   | 近地小行星追踪                 |
| 小行星167424 | 2003 WK150 | 2003年11月24日 | 可可尼诺县 | 洛厄尔天文台近地小行星搜寻计划 |
| 小行星167425 | 2003 WC153 | 2003年11月26日 | 可可尼诺县 | 洛厄尔天文台近地小行星搜寻计划 |
| 小行星167426 | 2003 WQ154 | 2003年11月26日 | 基特峰     | 太空监视                       |
| 小行星167427 | 2003 WP155 | 2003年11月26日 | 基特峰     | 太空监视                       |
| 小行星167428 | 2003 WQ155 | 2003年11月26日 | 基特峰     | 太空监视                       |
| 小行星167429 | 2003 WX157 | 2003年11月28日 | 图森       | R. A. Tucker                   |
| 小行星167430 | 2003 WW159 | 2003年11月30日 | 基特峰     | 太空监视                       |
| 小行星167431 | 2003 WM162 | 2003年11月30日 | 基特峰     | 太空监视                       |
| 小行星167432 | 2003 WD165 | 2003年11月30日 | 基特峰     | 太空监视                       |
| 小行星167433 | 2003 WW169 | 2003年11月19日 | 帕洛马山   | 近地小行星追踪                 |
| 小行星167434 | 2003 WL170 | 2003年11月20日 | 帕洛马山   | 近地小行星追踪                 |
| 小行星167435 | 2003 WO171 | 2003年11月23日 | 可可尼诺县 | 洛厄尔天文台近地小行星搜寻计划 |
| 小行星167436 | 2003 WU174 | 2003年11月19日 | 可可尼诺县 | 洛厄尔天文台近地小行星搜寻计划 |
| 小行星167437 | 2003 WL176 | 2003年11月19日 | 索科罗     | 林肯近地小行星研究小组         |
| 小行星167438 | 2003 WL190 | 2003年11月26日 | 索科罗     | 林肯近地小行星研究小组         |
| 小行星167439 | 2003 WF193 | 2003年11月18日 | 基特峰     | 太空监视                       |
| 小行星167440 | 2003 XT4   | 2003年12月1日  | 索科罗     | 林肯近地小行星研究小组         |
| 小行星167441 | 2003 XC6   | 2003年12月3日  | 索科罗     | 林肯近地小行星研究小组         |
| 小行星167442 | 2003 XG6   | 2003年12月3日  | 索科罗     | 林肯近地小行星研究小组         |
| 小行星167443 | 2003 XX6   | 2003年12月3日  | 可可尼诺县 | 洛厄尔天文台近地小行星搜寻计划 |
| 小行星167444 | 2003 XK7   | 2003年12月1日  | 索科罗     | 林肯近地小行星研究小组         |
| 小行星167445 | 2003 XL7   | 2003年12月1日  | 索科罗     | 林肯近地小行星研究小组         |
| 小行星167446 | 2003 XH8   | 2003年12月4日  | 索科罗     | 林肯近地小行星研究小组         |
| 小行星167447 | 2003 XQ8   | 2003年12月4日  | 索科罗     | 林肯近地小行星研究小组         |
| 小行星167448 | 2003 XS8   | 2003年12月4日  | 索科罗     | 林肯近地小行星研究小组         |
| 小行星167449 | 2003 XP9   | 2003年12月4日  | 索科罗     | 林肯近地小行星研究小组         |
| 小行星167450 | 2003 XU9   | 2003年12月4日  | 索科罗     | 林肯近地小行星研究小组         |
| 小行星167451 | 2003 XA10  | 2003年12月4日  | 索科罗     | 林肯近地小行星研究小组         |
| 小行星167452 | 2003 XG17  | 2003年12月14日 | 基特峰     | 太空监视                       |
| 小行星167453 | 2003 XB25  | 2003年12月1日  | 索科罗     | 林肯近地小行星研究小组         |
| 小行星167454 | 2003 XC37  | 2003年12月3日  | 索科罗     | 林肯近地小行星研究小组         |
| 小行星167455 | 2003 XQ37  | 2003年12月4日  | 索科罗     | 林肯近地小行星研究小组         |
| 小行星167456 | 2003 YP    | 2003年12月16日 | 可可尼诺县 | 洛厄尔天文台近地小行星搜寻计划 |
| 小行星167457 | 2003 YD3   | 2003年12月17日 | 可可尼诺县 | 洛厄尔天文台近地小行星搜寻计划 |
| 小行星167458 | 2003 YE3   | 2003年12月18日 | 索科罗     | 林肯近地小行星研究小组         |
| 小行星167459 | 2003 YY6   | 2003年12月17日 | 索科罗     | 林肯近地小行星研究小组         |
| 小行星167460 | 2003 YO7   | 2003年12月18日 | 索科罗     | 林肯近地小行星研究小组         |
| 小行星167461 | 2003 YX15  | 2003年12月17日 | 可可尼诺县 | 洛厄尔天文台近地小行星搜寻计划 |
| 小行星167462 | 2003 YP16  | 2003年12月17日 | 基特峰     | 太空监视                       |
| 小行星167463 | 2003 YU20  | 2003年12月17日 | 基特峰     | 太空监视                       |
| 小行星167464 | 2003 YF21  | 2003年12月17日 | 基特峰     | 太空监视                       |
| 小行星167465 | 2003 YP21  | 2003年12月17日 | 基特峰     | 太空监视                       |
| 小行星167466 | 2003 YA24  | 2003年12月17日 | 索科罗     | 林肯近地小行星研究小组         |
| 小行星167467 | 2003 YB27  | 2003年12月16日 | 可可尼诺县 | 洛厄尔天文台近地小行星搜寻计划 |
| 小行星167468 | 2003 YR28  | 2003年12月17日 | 基特峰     | 太空监视                       |
| 小行星167469 | 2003 YW33  | 2003年12月17日 | 基特峰     | 太空监视                       |
| 小行星167470 | 2003 YK35  | 2003年12月19日 | 索科罗     | 林肯近地小行星研究小组         |
| 小行星167471 | 2003 YH40  | 2003年12月19日 | 基特峰     | 太空监视                       |
| 小行星167472 | 2003 YU41  | 2003年12月19日 | 基特峰     | 太空监视                       |
| 小行星167473 | 2003 YE42  | 2003年12月19日 | 基特峰     | 太空监视                       |
| 小行星167474 | 2003 YM42  | 2003年12月19日 | 基特峰     | 太空监视                       |
| 小行星167475 | 2003 YW44  | 2003年12月19日 | 基特峰     | 太空监视                       |
| 小行星167476 | 2003 YB51  | 2003年12月18日 | 索科罗     | 林肯近地小行星研究小组         |
| 小行星167477 | 2003 YV51  | 2003年12月18日 | 索科罗     | 林肯近地小行星研究小组         |
| 小行星167478 | 2003 YH52  | 2003年12月18日 | 基特峰     | 太空监视                       |
| 小行星167479 | 2003 YT53  | 2003年12月19日 | 索科罗     | 林肯近地小行星研究小组         |
| 小行星167480 | 2003 YZ54  | 2003年12月19日 | 索科罗     | 林肯近地小行星研究小组         |
| 小行星167481 | 2003 YF57  | 2003年12月19日 | 索科罗     | 林肯近地小行星研究小组         |
| 小行星167482 | 2003 YH57  | 2003年12月19日 | 索科罗     | 林肯近地小行星研究小组         |
| 小行星167483 | 2003 YR58  | 2003年12月19日 | 索科罗     | 林肯近地小行星研究小组         |
| 小行星167484 | 2003 YJ63  | 2003年12月19日 | 索科罗     | 林肯近地小行星研究小组         |
| 小行星167485 | 2003 YS63  | 2003年12月19日 | 索科罗     | 林肯近地小行星研究小组         |
| 小行星167486 | 2003 YT64  | 2003年12月19日 | 索科罗     | 林肯近地小行星研究小组         |
| 小行星167487 | 2003 YE65  | 2003年12月19日 | 索科罗     | 林肯近地小行星研究小组         |
| 小行星167488 | 2003 YN66  | 2003年12月20日 | 索科罗     | 林肯近地小行星研究小组         |
| 小行星167489 | 2003 YX70  | 2003年12月18日 | 索科罗     | 林肯近地小行星研究小组         |
| 小行星167490 | 2003 YU71  | 2003年12月18日 | 索科罗     | 林肯近地小行星研究小组         |
| 小行星167491 | 2003 YJ76  | 2003年12月18日 | 索科罗     | 林肯近地小行星研究小组         |
| 小行星167492 | 2003 YF80  | 2003年12月18日 | 索科罗     | 林肯近地小行星研究小组         |
| 小行星167493 | 2003 YJ83  | 2003年12月18日 | 海勒卡拉   | 近地小行星追踪                 |
| 小行星167494 | 2003 YO83  | 2003年12月19日 | 基特峰     | 太空监视                       |
| 小行星167495 | 2003 YT83  | 2003年12月19日 | 索科罗     | 林肯近地小行星研究小组         |
| 小行星167496 | 2003 YE84  | 2003年12月19日 | 索科罗     | 林肯近地小行星研究小组         |
| 小行星167497 | 2003 YT84  | 2003年12月19日 | 索科罗     | 林肯近地小行星研究小组         |
| 小行星167498 | 2003 YV85  | 2003年12月19日 | 索科罗     | 林肯近地小行星研究小组         |
| 小行星167499 | 2003 YR87  | 2003年12月19日 | 索科罗     | 林肯近地小行星研究小组         |
| 小行星167500 | 2003 YX88  | 2003年12月19日 | 基特峰     | 太空监视                       |